# Palais Bourbon

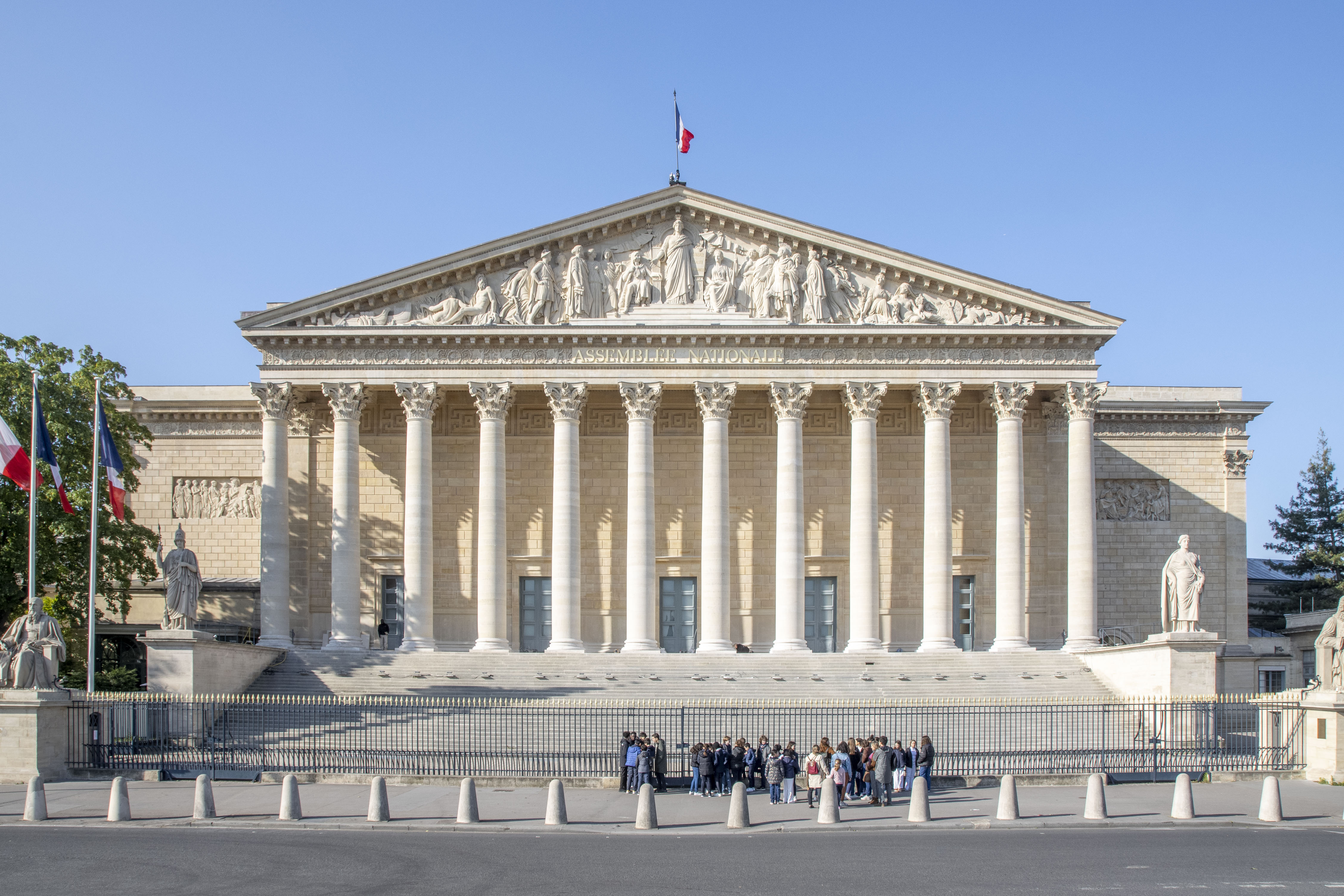
Portal des Palais Bourbon gegenüber dem Place de la Concorde

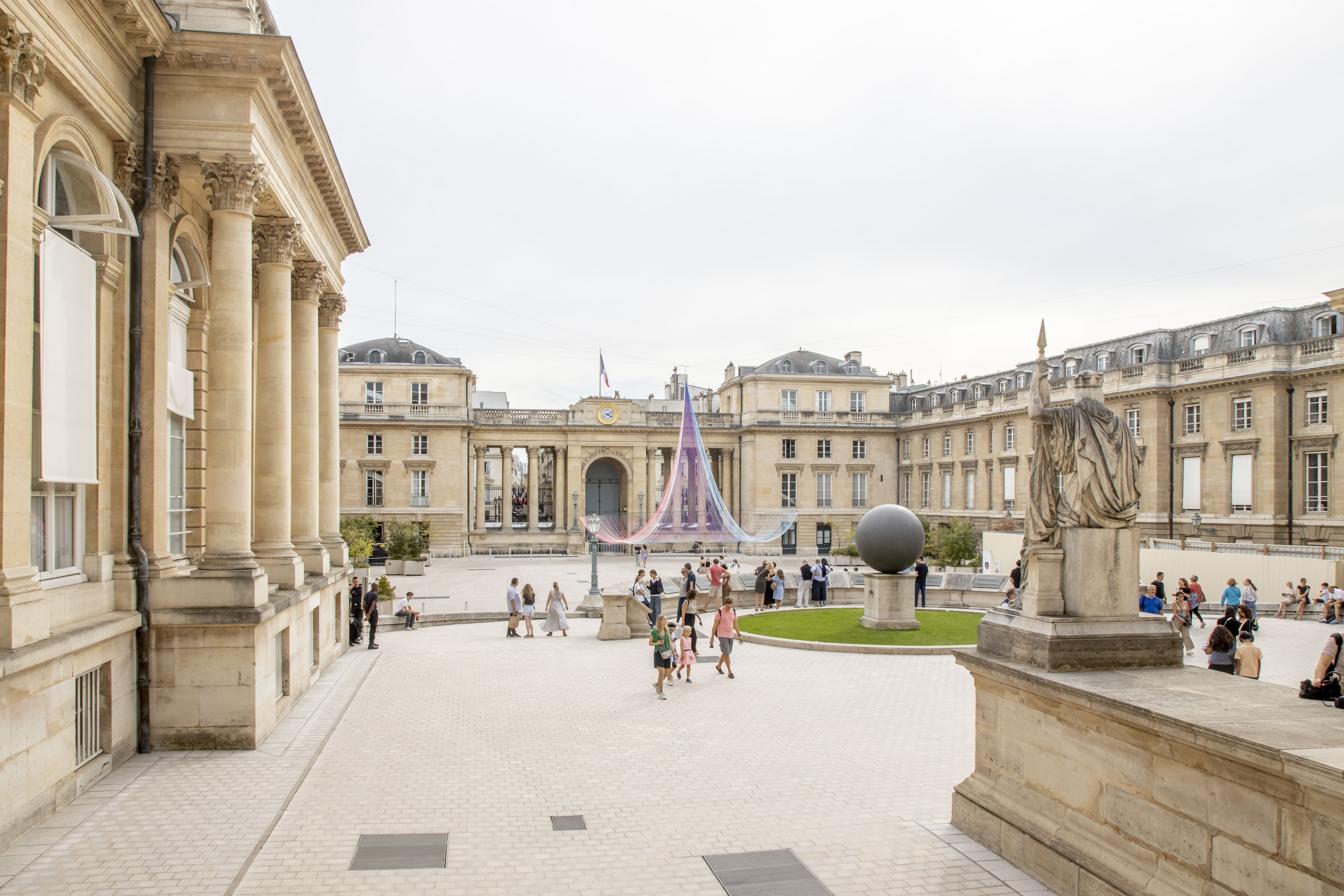
Ehrenhof des Palais Bourbon mit Skulptur von Walter De Maria Sphere of Human Rights, 1989

Das Palais Bourbon ist ein Bauwerk im 7. Arrondissement von Paris, über die Pont de la Concorde direkt mit dem Place de la Concorde auf der rechten Seite der Seine verbunden. Das ehemalige Hôtel particulier ist der Sitz der französischen Nationalversammlung, des Unterhauses des französischen Parlaments.

## Geschichte

Der Plenarsaal der Nationalversammlung

Ursprünglich erbaut wurde das Palais für Louise Françoise,  Herzogin von Bourbon und legitimierte Tochter König Ludwigs XIV. Die Planung lag in den Händen des italienischen Architekten Lorenzo Giardini in Zusammenarbeit mit dem französischen Baumeister Jules Hardouin-Mansart. Giardini überwachte den Baufortschritt von 1722 bis zu seinem Tod im Jahr 1724. Bis zur Fertigstellung 1728 waren danach Pierre Lassurance, Jacques Gabriel und Jean Aubert nacheinander mit der Bauleitung betraut.
Da es sich um keinen königlichen Herrschaftssitz handelte, wurde das Gebäude anfangs nicht als palais (Palast), sondern als maison de plaisance (Lusthaus) bezeichnet. Zunächst bestand das Gebäude nur aus einem Hauptteil mit einfachen Flügeln, die in Pavillons endeten. Ein kleiner Hain mit sorgfältig angeordneten Bäumen trennte es vom danebengelegenen Hôtel de Lassay, das zeitgleich für den Marquis de Lassay, den Geliebten Louise Françoise de Bourbons, errichtet wurde.
König Ludwig XV. erwarb das Palais im Jahr 1756 zunächst für die Krone und verkaufte es dann an Louis V. Joseph de Bourbon, Prinz von Conde und Enkel der ursprünglichen Besitzerin. Dieser ließ es 1765 durch Jacques-Germain Soufflot ausbauen.
Während der Französischen Revolution wurde das Palais Bourbon verstaatlicht und ab 1798 zum Tagungsort des Rates der Fünfhundert. Als Teil von Napoleons Plänen für ein monumentaleres Paris wurde ein klassizistischer Portikus auf der dem Place de la Concorde zugewandten Seite angefügt, der einen Kontrapunkt zum ähnlichen Säulengang der Kirche La Madeleine am Ende der Rue Royale bilden sollte.

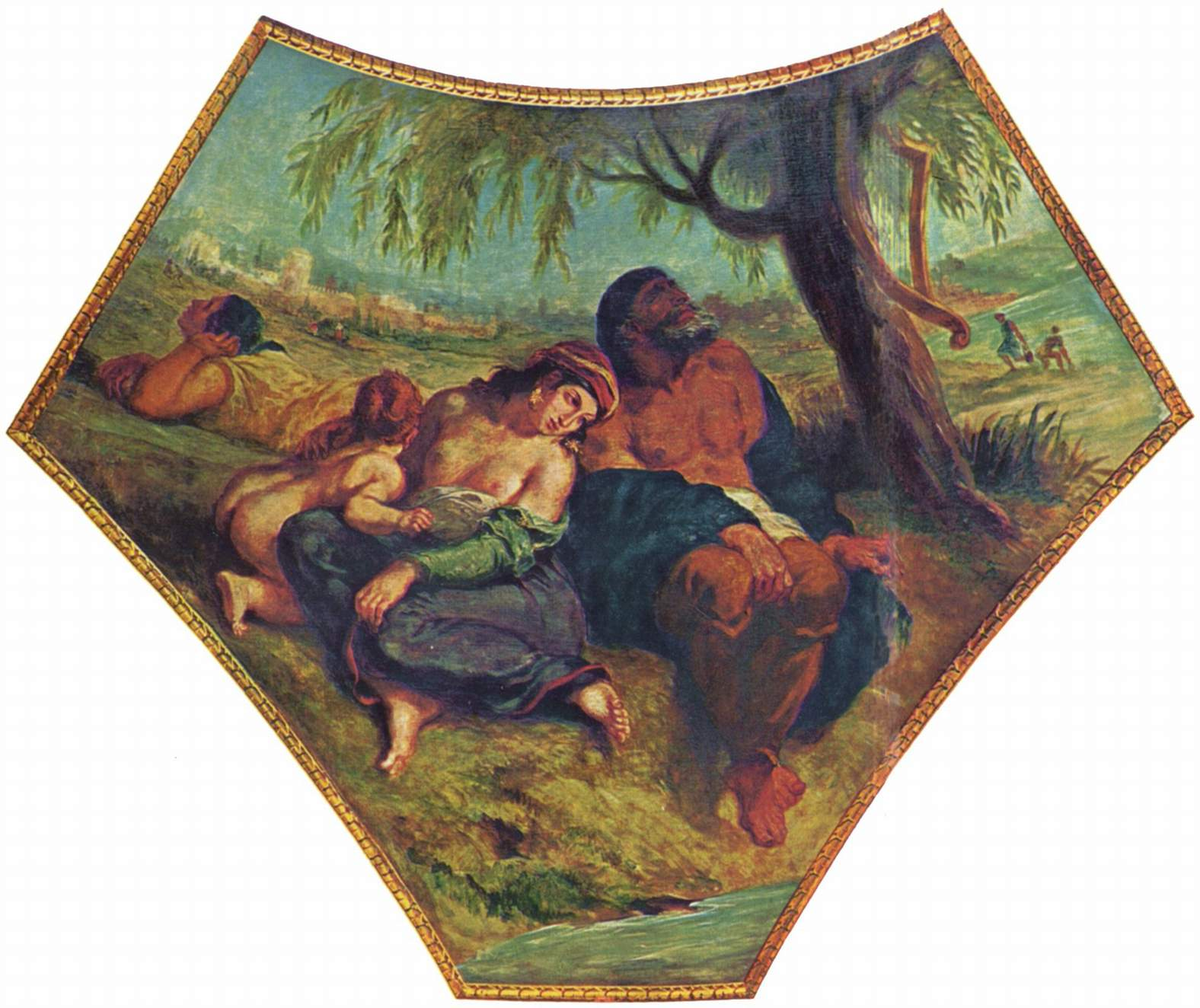
Deckengemälde im Palais Bourbon von Eugène Delacroix: Babylonische Gefangenschaft (zwischen 1838 und 1847)

Im Zuge der Restauration durch die Bourbonen nach 1815 wurde das Palais vom neunten Fürsten von Condé, Louis Henri Joseph de Bourbon, Fürst von Condé, wieder in Besitz genommen und großteils an die Abgeordnetenkammer vermietet, die das Gebäude 1827 von seinem Sohn endgültig erwarb. Das Gebäude wurde für die Zwecke der Abgeordnetenkammer innen umfangreich adaptiert. So wurden die Korridore und zahlreiche Nebenräume neu gestaltet und eine großzügige Bibliothek eingerichtet. Die Innendekoration wurde unter anderem von Eugène Delacroix entworfen, der später selbst Abgeordneter wurde.
Mit der Februarrevolution 1848 wurde die Abgeordnetenkammer durch eine nach allgemeinem, unmittelbarem Wahlrecht gewählte verfassunggebende Versammlung mit 900 Mitgliedern ersetzt, 1849 durch eine gesetzgebende Nationalversammlung mit 750 Abgeordneten.

## Lage
Die Nordfassade des sich auf dem linken Seineufer befindlichen Gebäudes ist auf den Fluss ausgerichtet. Flussaufwärts befand sich am gegenüberliegenden Ufer bereits zur Bauzeit das westliche Ende des Jardin des Tuileries, während die Champs-Élysées damals erst im Entstehen begriffen waren.
Die direkt gegenüberliegende heutige Place de la Concorde entstand ab 1755, also etwa 30 Jahre nach Fertigstellung des Gebäudes; die Pont de la Concorde wurde sogar erst 1790 vollendet. Das Palais Bourbon bildet heute den südlichen Abschluss der Blickachse in Nord-Süd-Richtung. Am anderen Ende dieser Blickachse befindet sich die Kirche La Madeleine.

## Das Palais Bourbon heute
Heute verteilen sich die Einrichtungen der Nationalversammlung auf mehrere Gebäude. Das benachbarte Hôtel de Lassay, durch eine Galerie mit dem Palais Bourbon verbunden, ist der Amtssitz des Präsidenten der Nationalversammlung. 1974 wurde in der Rue de l’Université ein siebenstöckiges Bürogebäude errichtet, das mit dem Palais über einen unterirdischen Gang verbunden ist und in dem sich die Büros der Abgeordneten befinden. Um den durch eine Erhöhung der Zahl der Abgeordneten auf 577 weiter gestiegenen Raumbedarf zu decken, wurde 1986 ein weiteres Gebäude am Boulevard Saint-Germain erworben. Das Palais Bourbon umfasst mit seinen Nebengebäuden heute eine Nutzfläche von 55.000 m² mit etwa 2.000 Räumen für ca. 3.000 Personen.